# NAOMIの部屋
『NAOMIの部屋』（ナオミのへや）は、2016年4月30日から2018年3月17日まで、NHK総合テレビジョンで原則月1回、深夜枠で生放送されていたトーク番組形式の音楽番組で、渡辺直美の冠番組である。
また、『MUSIC JAPAN』の後番組で、『シブヤノオト』の姉妹番組である。

## 概要
2016年春編成でこれまでの『MUSIC JAPAN』から刷新し、不定期の特別番組として放送。
部屋に設けられた黒電話からの生電話出演や一部生出演アーティストもいるが、出演アーティストの歌撮りはすべてNHKホールでの事前収録で、毎回テーマを設け、ジャンルに特化した音楽を取り上げる。また、LINEやTwitterを用いて視聴者からの質問や意見も反映する。
2018年3月17日放送分を最後に本放送は放送されておらず、番組終了の正式なアナウンスはされていないものの、事実上の休止状態にある。

## 出演者

### 司会者
- 渡辺直美

### 放送リスト
| 放送回 | 放送日 | 放送日   | 放送時間      | テーマ                                      | 出演者                                                                                       |
| ------ | ------ | -------- | ------------- | ------------------------------------------- | -------------------------------------------------------------------------------------------- |
| #01    | 2016年 | 4月30日  | 1:25 - 1:55   | 声優アーティスト                            | 花澤香菜 早見沙織 南條愛乃 蒼井翔太 入野自由 i☆Ris                                           |
| #02    | 2016年 | 6月11日  | 1:53 - 2:23   | フェスで必見!期待の若手バンド               | a crowd of rebellion ココロオークション SANABAGUN. never young beach Halo at 四畳半          |
| #03    | 2016年 | 8月4日   | 1:25 - 1:55   | 2016年注目のソロアーティスト                | 篠崎愛 ビッケブランカ 平井大 吉澤嘉代子 Leola                                                |
| #04    | 2016年 | 9月10日  | 1:30 - 2:00   | SNS/ネットで話題の女性アーティスト          | DAOKO バンドじゃないもん! まこみな LiSA lyrical school                                       |
| #05    | 2016年 | 10月22日 | 1:25 - 1:55   | アニメソング                                | Aqours 大橋彩香 fripSide 水瀬いのり ワルキューレ                                             |
| #06    | 2016年 | 11月12日 | 1:30 - 2:00   | 年末・カウントダウンを前に注目のバンド      | Gacharic Spin 感覚ピエロ ヒステリックパニック Mrs. GREEN APPLE LONGMAN                       |
| #07    | 2017年 | 2月18日  | 1:35 - 2:05   | RAP・HIPHOP特集                             | AK-69 Creepy Nuts ちゃんみな ぼくのりりっくのぼうよみ                                        |
| #08    | 2017年 | 5月21日  | 0:50 - 1:20   | 映画音楽特集                                | 井上苑子 クリープハイプ SHE'S たんこぶちん                                                   |
| #09    | 2017年 | 7月22日  | 0:50 - 1:20   | アニメソング特集                            | 牧野由依 小倉唯 ハンバート ハンバート オースティン・マホーン                                 |
| #10    | 2017年 | 9月16日  | 1:05 - 1:35   | 新世代シンガーソングライター特集 〜女性編〜 | あいみょん iri コレサワ Rei                                                                  |
| #11    | 2017年 | 10月14日 | 0:50 - 1:20   | 世界で活躍する新世代アイドル特集            | The Idol Formerly Known As LADYBABY 東京パフォーマンスどーも 妄想キャリブレーション わーすた |
| #12    | 2017年 | 11月18日 | 0:50 - 1:20   | アニメソング特集                            | DRAMATIC STARS・S.E.M 蒼井翔太 ORESAMA 三森すずこ                                            |
| #13    | 2018年 | 3月17日  | 23:25 - 23:55 | アニメソング特集                            | 亜咲花 A応P 内田真礼 小野賢章                                                                |